# Kataster wodny
Kataster wodny – system informacyjny o gospodarowaniu wodami, dla obszaru państwa prowadzony przez prezesa Państwowego Gospodarstwa Wodnego Wody Polskiej (PGW WP), a dla regionów przez dyrektorów Regionalnych Zarządów Gospodarki Wodnej (RZGW). Organy administracji publicznej, instytuty badawcze, zakłady i właściciele urządzeń wodnych obowiązani są do nieodpłatnego przekazywania danych niezbędnych do prowadzenia katastru wodnego.
Kataster wodny składa się z dwóch działów:
1. dane z sieci hydrograficznej, stan zasobów, źródła zanieczyszczeń, stanu biologicznego wód, obszarów ochronnych, urządzeń wodnych i użytkowania wód, rejestr spółek wodnych
2. plany gospodarowania wodami w dorzeczach, plany ochrony przeciwpowodziowej i przeciw skutkom suszy na obszarze państwa i regionów, lista programów priorytetowych NFOŚiGW i WFOŚiGW.

Wchodzi w skład Informatycznego Systemu Osłony Kraju i jako Hydroportal udostępniony jest nieodpłatnie w Internecie. 